# Povijest Socijalističke Federativne Republike Jugoslavije
Jugoslavija je bila država nekoliko južnoslavenskih i drugih naroda, koja je s različitim državnim ustrojem i geopolitičkim sastavom postojala od 1918. (službeno od 1929.) do 2003., najdulje pod srbijanskom dinastijom Karađorđevića (1918. – 1941.; formalno do 1945.) i pod komunističkom vlašću (1945. – 1991.).
U II. svjetskom ratu Jugoslavija je nakon što je već bila uvela neke antisemitske zakone, prišla Trojnim paktom Osovinskim silama, jer je željela doći do grčkog teritorija koji su joj one nudile. Nakon puča u organizaciji Engleske koji je sproveden da bi Osovinske sile izgubile jedan sebi odan režim, Osovinske sile vojnim si putem osiguravaju jugozapadno krilo za planirani napad na SSSR. Treći Reich i fašistička Italija i Mađarska napadaju i pripajaju djelove te države, a u napadu pasivno sudjeluju Rumunjska i Bugarska, jer je s njihovih teritorija napadnuta Jugoslavija. U ostatku bivše države Osovinske sile uspostavljaju marionetske države: Srbiju kojoj je na čelu bio general Milan Nedić, veći dio današnje Hrvatske i skoro cijela današnja BiH potpadaju pod Nezavisnu Državu Hrvatsku, od Crne Gore napravljen je protektorat. I te marionetske države bile su pod vojnom okupacijom Njemačke i Italije, a djelovi tih marionetskih država bili su pod posebnim okupacijskim režimom. Kralj i vlada izbjegli su u inozemstvo. Antifašističku borbu predvodila je Komunistička partija Jugoslavije pod vodstvom Josipa Broza Tita. Na zasjedanjima AVNOJ-a 1942. i 1943. antifašistički pokret donosi program poratnoga državnog uređenja.
Od 1945. Jugoslavija je pod komunističkom vlašću, kao Demokratska Federativna Jugoslavija (DFJ; 1945.), Federativna Narodna Republika Jugoslavija (FNRJ; 1945. – 1963.) i Socijalistička Federativna Republika Jugoslavija (SFRJ; 1963. – 1991.). Mirovnim ugovorima nakon 1945. Jugoslaviji je priznata većina teritorija izgubljenih prljavim diplomatskim igrama 1920-ih. Titova Jugoslavija nije priznala unutarnje granice iz Kraljevine Jugoslavije. Išlo se za granicama iz vremena iz doba prije Kraljevine SHS. Kriteriji po kojima su uspostavljene republičke granice uvijek su izvedeni na način da se išlo na štetu Hrvatske. Makedoniji i Kosovu je priznat subjektivitet, Sandžaku koji je imao svoj ZAVNO nije, Boka kotorska je izostavljena iz imena pa je nakon ZAVNO Crne Gore i Boke ostala samo Crna Gora. Višestranački izbori koji su organizirani na pritisak međunarodne zajednice da bi Jugoslavija dobila međunarodno priznanje nisu bili to što su trebali biti. Nisu bili ni slobodni niti su održani u atmosferi ravnopravnosti i slobode izražavanja mišljenja. Jugoslavensku federaciju (od 1945.) činilo je šest republika: BiH, Crna Gora, Hrvatska, Makedonija, Slovenija, Srbija (Vojvodina, a postupno i Kosovo postaju srbijanske autonomne pokrajine). Tih se dva desetljeća Jugoslavija nije mnogo razlikovala od ostatka istočnog bloka. Boljševički političko-gospodarski model bio je slijepo kopiran, a Tito se Staljinu suprotstavio tek kad ga je ovaj odlučio podložiti pod svoju kontrolu, kao što je to napravio u ostatku istočne Europe. Tek tad, silom prilika Titova se Jugoslavija otvorila Zapadu, čija pomoć joj je bila prijeko potrebna. Jugokomunistički režim provodio je ograničenu liberalizaciju sredinom 1960-ih (nakon pada Rankovića), kad je ponovo bio na rubu bankrota. Zato je dopustio odlazak radnika u inozemstvo, rješavajući tako problem velike nezaposlenosti i tehnološkog zaostajanja, računajući na inozemne doznake radnika na "privremenom radu u inozemstvu". Jugoslavija je posebice olakšala davanje putovnica Hrvatima, da bi hrvatski narod što više iselio iz Jugoslavije i oslabila mu se biološka snaga, čime bi se otvorila vrata za namjere velikosrpskih krugova. Liberalizacije su izdržale još malo početkom 1970-ih; tijekom 1971. i 1972. obračunao se s nacionalno-demokratskim težnjama (Hrvatsko proljeće, smjene u vodstvu Srbije), a 1974. osnažuje suverenitet republika uvođenjem konfederalnih sadržaja. Negativnom selekcijom u Hrvatskoj postavljeni su tvrdolinijaški kadrovi koji su sprovodili politiku hrvatske šutnje, odnosno neopiranja svim nepravednim politikama i mjerama saveznih vlasti. 1980-ih politička su sučeljavanja republičkih vodstava oko pitanja državnoga uređenja, političkoga pluralizma i dr.; osnaženi su različiti nacionalni zahtjevi te unitarističko jugoslavenstvo, uz težnju Srbije za političkom dominacijom.
Sve netolerantniji stav Srbije, indoktriniranje Srba protiv Hrvatske, Hrvata, Slovenije, Slovenaca i Albanaca, jačanje jugounitarističkih struja i velikosrpstvo koje se iskazivalo u različitim modalitetima, suspendiranje suvereniteta Vojvodine i Kosova, pučistički preuzeta vlast u Crnoj Gori i Vojvodini, kao i višedesetljetno nerazumijevanje za hrvatsko-slovenske probleme u "vječno nerazvijenim" republikama koje su razvile gospodarsko-političku strukturu koja je funkcionirala na parazitski način jer je unaprijed računala na davanja razvijenih republika premda su razvijene republike gubile rast i počele gospodarski padati, sve je bilo veće nezadovoljstvo postojećim sustavom kod razvijenih republika, Hrvatske i Slovenije. Sve otvoreniji ispadi srpskog ekspanzionalističkog nacionalizma u konglomeratu s jugounitarističkim filosrpskim snagama osobito je izazivao gnjev u Hrvatskoj, kojoj je cvijet inteligencije u hrvatskom proljeću i za najbezazlenije zahtjeve za promjenom bio zatvoren i proganjan uz najteže optužbe. I komunističke i nekomunističke snage u Hrvatskoj i Sloveniji bile su protiv takve Jugoslavije, osim tvrdih jugokomunista. Premda su Hrvatska i Slovenija, nakon demokratskih promjena iskazale političku volju biti i u takvoj Jugoslaviji ali s konfederalnim uređenjem, velikosrpske snage nisu pokazivale zanimanje za suživot i suradnju. Ohrabrene iz inozemstva, i nakon dva desetljeća priprema za osvajački pohod protiv Hrvatske i Slovenije, jugounitaristički i velikosrpski krugovi odbacuju svaki razumni prijedlog. Nakon srbijanskog embarga na slovensku robu, i pokušaja opstruiranja organiziranja demokratskih izbora u Hrvatskoj i Sloveniji, kao i pokušaja proglašenja ništavnim tih izbora, velikosrpsko-jugounitaristički konglomerat snaga potpaljuje oružanu pobunu hrvatskih Srba a zatim radi navlačenja Hrvatske u rat, vojno napada Sloveniju. U isto vrijeme na sve načine opstruiraju rutinsku smjenu u Predsjedništvu SFRJ kojem je na čelu trebao doći hrvatski član, koji bi bio prvi nekomunistički predsjednik. Uskoro velikosrpske snage vrše vojnu agresiju na Hrvatsku uz sveopće ocrnjivanje Hrvatske u inozemstvu po svim kanalima. Tijekom 1991. sve je jasniji proces raspada SFRJ. Makedonija na vrijeme prepoznaje opasnost i odlučuje se za suverenost, dok u BiH politička naivnost, kunktatorstvo i djelomično filosrpstvo u muslimanskih političara rezultiraju presporom reakcijom BiH, koja se pokazala kobnom. Hrvatima u BiH velikosrpska opasnost bila je sasvim jasna, jer su suosjećali sa sunarodnjacima u Hrvatskoj. Pripremljenost b-h. Hrvata spasila je BiH od velikosrpske okupacije i genocida. Na nespremnu BiH velikosrpske snage vrše agresiju i uskoro izbija BiH. Od 1992. do 2003. naziv Jugoslavija bio je zadržan u imenu srbijansko-crnogorske državne zajednice (Savezna Republika Jugoslavija).

## Prva Jugoslavija
Kraljevina Jugoslavija kad je osnovana 1918. kao Kraljevstvo Srba, Hrvata i Slovenaca bila je oslobođenje Hrvata i Slovenaca od jarma Austro-Ugarske, ali uspostavom monarhije ona je bila samo zamjena jednog jarma s drugim, Habsburgovce su zamijenili Karađorđevići.
Prva Jugoslavija u 23 godine postojanja ekonomski je propala bez obzira na to što joj je privredni sustav bio kapitalistički, a kad je Gajeva ideja o jugoslavenskoj državi prvi put zaživjela, doživjela je neslavni slom u hegemonističko-centralističkoj državi sa srpskom većinom kao i o propaloj ideji Mlade Bosne. Punili su se zatvori i koncentracioni logori, a ekonomski i socijalni tereti su rasli, jer su svi tereti povećanih rashoda za vojsku bili prebačeni na leđa radnih ljudi
Tako da i nije došlo do Drugog svjetskog rata, prva Jugoslavija bila je historijski osuđena na propast.
Države i marionetske paradržave koje su nastale pod okriljem sila Osovine (NDH, Nedićeva Srbija) su također nestale s povijesne scene i prije nego što je rat bio gotov.

## Nastanak nove države - DFJ
Iako se često navodi da je 1941. godine Kraljevina Jugoslavija prestala postojati (kapitulacijom od 17. travnja 1941., 11 dana po bombradiranju Beograda), valja opaziti da je vlada Kraljevine pobjegla je u inozemstvo (prvo u Atenu, zatim Kairo, pa Jeruzalem i u lipnju 1941. Englezi su dopremili kralja Petra II. i vladu u London) i nastavila djelovati u izbjeglištvu: Saveznici su očekivali da će po kraju rata biti opet uspostavljena Kraljevina Jugoslavija, te su vlade Velike Britanije, SAD i SSSR-a priznavale izbjegličku vladu kao legalnu vlast savezničke države, koja još uvijek legalno postoji, iako vlada ne kontrolira teritorij.
Dijelove tog područja pripajaju susjedne države (Njemačka, Italija, Mađarska, Bugarska, Albanija pod talijanskom dominacijom), a iz dijelova se formiraju (Nedićeva) Srbija, Nezavisna Država Hrvatska i Kraljevina Crna Gora (s talijanskim kraljem). Neki pravnopovijesni autori smatraju da je time Kraljevina Jugoslavija prestala postojati, te je Nova Jugoslavija posve nova država - sve ako je naslijedila imovinu i neke međunarodne ugovore od Kraljevine Jugoslavije. Drugi autori smatraju da su Kraljevina Jugoslavija i Nova Jugoslavija u pravnom smislu jedna te ista država, samo s drugačijim društvenim poretkom. Enver Hasani nalazi da je tvrdnja da su Kraljevina Srbija i Kraljevina Jugoslavija jedna te ista država, te da je Nova Jugoslavija zapravo jedna te ista država kao ove prethodne dvije - "čini samu srž projekta Velike Srbije".
Na tom teritoriju, međutim, dolazi do snažnog pokreta otpora, koji ubrzo prerasta u narodnooslobodilački rat predvođen Komunističkom partijom Jugoslavije. Na drugom zasjedanju AVNOJ-a u studenome 1943. u Jajcu AVNOJ je proglašen vrhovnim zakonodavnim i predstavničkim tijelom Jugaslavije. Negira se legitimitet kako Nezavisne Države Hrvatske, kao okupatorske tvorevine, tako i izbjeglička vlada u Londonu.  Kralju Petru II. zabranjen je povratak u zemlju, a vlada nove države postaje novoosnovani Nacionalni komitet oslobođenja Jugoslavije (NKOJ).
Na osnovu Sporazuma Tito-Šubašić, predsjednik KPJ i vrhovni zapovjednik NOVJ Josip Broz Tito postao je 7. ožujka 1945. predsjednik višestranačke privremene vlade Jugoslavije, za koju se tada službeno uvodi naziv Demokratska federativna Jugoslavija (DFJ). Ta je država formalno još bila neutralna, odnosno nije bila republika ali nije ni monarhija (Titov ustupak Saveznicima 1944.) i kralj Petar II. koji je priznao je Titovu vladu.
U pravnoj znanosti postoje mnogi autori koji smatraju Kraljevinu Jugoslaviju i Novu (DFJ, FNRJ, SFRJ) Jugoslaviju jednom te istom državom; takvi autori u pravilu smatraju Kraljevinu Jugoslaviju i nekadašnju Kraljevinu Srbiju jednom te istom državom. Drugi opažaju da takva stajališta čine samu srž velikosrpskog projekta - name bi pravni identitet "male" Srbije time odjednom zahvatio višestruko veći teritorij s višestruko većim stanovništvom - te smatraju da su ta stajališta da su bazirana na upitnoj primjeni postulata međunarodnog prava.
Postoje međunarodnopravni autori koji smatraju upitnim, smije li se SRJ smatrati univerzalnim sljednikom SFRJ, ili je zapravo riječ o novoj državi.

## Kraj rata
S vremenom je broj partizana rastao (potkraj 1941. oko 80.000, potkraj 1942. oko 150.000, potkraj 1943. oko 320.000, potkraj 1944. oko 650.000, u ožujku 1945. oko 800.000), a bili su i sve bolje naoružani (u rujnu 1943. kapitulirala je Italija, većinu njihovih snaga u fašističke NDH razoružali su partizani; Tito je sa Staljinom dogovorio vojnu pomoć - 96.515 pušaka, 1.329 radio stanica, 491 borbeni avion...).
Početkom rujna 1944. Crvena armija dolazi na Dunav, te potom u operaciji koja je počela 14. listopada,  20. listopada 1944. partizani zajedno s Crvenom armijom oslobađaju Beograd.
U Srbiji i Hrvatskoj je provedeno opće novačenje (kojoj je pogodovale nekoliko uzastopnih amnestija, od 17. kolovoza 1944., te nadalje: Josip Broz Tito, vrhovni zapovjednik NOV i PO Jugoslavije i predsjednik Nacionalnog komiteta oslobođenja Jugoslavije, uputio je 30. VIII. 1944. "Posljednji poziv" svim "zavedenim slugama okupatora", i to "svim hrvatskim domobranima, slovenskim domobrancima i zavedenim četnicima, da napuste okupatora i pređu na stanu Narodno-oslobodilačke vojske" do 15. rujna 1944, uz prijetnju da svi oni koji to ne učine "bit će izvedeni pred ratni sud, suđeni kao izdajnici naroda i kažnjeni najstrožom kaznom" te naglašavanje da o tom pitanju "Saveznici ne će da se miješaju u naša unutrašnja pitanja" te da ih nitko "ne će spriječiti da kaznimo izdajnike naroda i slugu okupatora".
Većina domaćih izdajnika je u zadnji čas prešla na pobjedničku stranu, te su izbjegli masovne likvidacije; od svih domaćih izdajnika samo su četnici i crnogorski komiti masovno amnestirani.
Naređenje za proboj Srijemskog fronta izdano je 9. travnja 1945., 3 dana kasnije (12. travnja) Prva armija je izvršila zadatak. 8. svibnja oslobođen je Zagreb, na prilazima Zagrebu čekale su postrojbe 10. zagrebačkog korpusa i 1. armija prva umarširala u grad. Istog je dana i službeno kapitulirala Njemačka, što je označilo kraj rata u Europi, ali ne i u Jugoslaviji.
Kao službeni dan osnivanja SFRJ se uzimao 29. studeni 1943. godine - datum koji je bio zapisan na državnom grbu Nove Jugoslavije i koji se slavio kao Dan Republike. U nejasnim vremenima kada su dijelove teritorija bivše Kraljevine Jugoslavije sebi priključili Italija, Njemačka, Mađarska, Bugarska, te Kraljevina Albanija pod talijanskim protektoratom, a na preostalom dijelu teritorija su voljom okupatora osnovane Nezavisna Država Hrvatska, Kraljevina Crna Gora i Srbija pod Milanom Nedićem, snage oružanog ustanka predvođene Komunističkom partijom Jugoslavije su toga dana, na Drugom zasjedanju Anifašističkog vijeća narodnog oslobođenja Jugoslavije održanom u bosanskom gradiću Jajcu - koji je bio dio ovećeg područja pod kontrolom partizana na teritoriju NDH - proglasile osnivanje nove federalne države, koja je trebala obuhvatiti čitavo područje Kraljevine Jugoslavije, koja se raspala dvije i pol godine ranije. Federacija je ponuđena kao rješenje složenih odnosa između naroda; tu se predviđalo priznavanje statusa državotrnih naroda s vlastitim federalnim jedicama za Crnogorce i Makedonce (u Kraljevini Jugoslaviji oni su službeno tretirani kao Srbi), uspostavu Slovenije i Hrvatske kao federalnih jedinica, te uspostavu Bosne i Hercegovine u granicama iz doba Austro-Ugarske vlasti.
U nastavku rata komunistički vođa Josip Broz Tito je uz Britansku vojnu pomoć uspješno ratovao na području NDH - uz manji angažman svojih snaga na drugim područjima na koje je država u nastanku pretendirala. Krajem 1944. godine zahvaljujući dolasku sovjetske Crvene armije i uključivanju znatnih snaga bugarske vojske na strani antihitlerovske koalicije ovladao čitavom Srbijom u listopadu 1944.: od rujna su Titove snage imale u borbama protiv Nijemaca i srbijanskih Nedićevih snaga potporu bugarske vojske koja je u prethodnim godinama Nijemcima pomagala u okupaciji Srbije, da bi dolazak Crvene Armije 3. listopada 1944. godine u dva tjedna okončao eliminacijom njemačkih snaga iz Srbije, da bi i centar Beograda bio očišćen od zadnjih njemačkih snaga 20. listopada 1944. god. U studenom su jugoslavenski komunisti ovladali Makedonijom, odakle su se Bugarske snage povukle u rujnu 1944. godine, da bi potom u listopadu i studenom 1944. pružile presudnu podršku snagama NOVJ u istjerivanju njemačkih snaga. U prosincu 1944. godine ovladao je NOVJ i Crnom Gorom; to područje su Titove snage oslobodile bez potpore stranih vojski. Nakon što su u listopadu i studenom 1944. god. snage NOVJ ovladale većinom Dalmacije, zauzet je i Knin 5. prosinca 1944.).
Nakon što su uz potporu Crvene armije i bugarskih snaga izvršile 12. travnja 1945. godine (dva dana nakon što su uspjele zauzeti Sarajevo) proboj Srijemskog fronta, tj. prešle Dunav i Savu, Titove snage - koje su bile znatno ojačane mobilizacijom provedenom u Srbiji i Makedoniji, doprinosom gospodarstva s tog prostranog područja i značajnom sovjetskom vojnom pomoći, te od ožujka 1945. godine djeluju pod imenom "Jugoslavenska armija" - su 8. svibnja 1945. godine zauzele Zagreb, a nekoliko dana prije toga su uspjele zauzeti Istru i 2. svibnja čak Trst, kojega su držale pod kontrolom nekoliko dana dok ga nisu napustile na zahtjev Britanaca. S krajem rata, uspostavile su Titove snage kontrolu nad cjelokupnim granicama bivše Jugoslavije, te nad znatnim hrvatskim i slovenskim područjem koje je nakon I. svjetskog rata bilo pod vlašću Kraljevine Italije.
Uspostavljanje kontrole komunista nad dijelovima područja Nove Jugoslavije bilo je praćeno revolucionarnim terorom, u kojemu se provodilo masovna ubijanja "neprijatelja narodne vlasti" u praktično svakom većem mjestu, a pogromi političkih neistomišljenika nastavljeni su i u mjesecima nakon dovršetka II. svjetskog rata. Snage NDH, njemačke legionarske postrojbe sastavljene od hrvatskih vojnih obveznika, te slovenski Belogardejci su zarobljeni, te velikim dijelom brutalno pobijeni na Križnom putu 1945.

## Izbori za Ustavotvornu skupštinu
Krajem studenoga 1945., Ustavotvorna skupština (izabrana na izborima koje su saveznici priznali, ali koji su zadovoljavali minimalne kriterije slobodnih izbora) proglašava republiku i daje državi novo ime. Saveznici su tu odluku prihvatili i tako je formalno-pravno održan kontinuitet države, iako je naziv Nova Jugoslavija u općoj upotrebi. Bivši kralj Petar II. još je dugo godina u nekim krugovima "visokog društva" bio uvažavan kao "kralj Jugoslaviije" ali tu titulu nitko nije uvažavao. .
Nasuprot tome, nema nikakvog kontinuiteta između Druge i tzv. Treće, tj. između SFRJ i Savezne Republike Jugoslavije, što je potvrdila Badinterova komisija. SFRJ je prestala postojati između 8. listopada 1991, kada su stupile na snagu odluke Republike Slovenije i Hrvatske o razdruživanju, zatim jednakih odluka Makedonije i Bosne i Hercegovine, i dana njihovog primanja u Ujedinjene narode, čime je međunarodna zajednica priznala promjenu. Srbija i Crna Gora, nazivajući svoju državnu zajednicu imenom "Jugoslavija", pokušali su na međunarodnom planu dokazivati da predstavljaju produžetak ranije postojeće i međunarodno priznate države, pa da ne moraju posebno tražiti primanje u UN itd, ali taj pokušaj je bio uzaludan.
Na Trećem zasjedanju Antifašističkog vijeća narodnog oslobođenja Jugoslavije (AVNOJ) 29. studenog 1945. godine odbačena je monarhija i proglašena Federativna Narodna Republika Jugoslavija. Novi je Ustav donijet 31. siječnja 1946. godine. Ustavom je priznato pet južnoslavenskih nacija (uz Slovence, Hrvate i Srbe priznati su kao nacije Makedonci i Crnogorci). Jugoslavija je uređena kao federacija šest republika: SR Bosna i Hercegovina, SR Crna Gora, SR Hrvatska, SR Makedonija, SR Slovenija i SR Srbija s Autonomnom Pokrajinom Vojvodinom i Autonomnom Oblašću Kosovom i Metohijom.
Iako je država imala ustroj federacije, njome su vladali centralizirana Predsjednistvo SFRJ i Tito. Izvršena je nacionalizacija imovine, komasacija i arondacija, a po uzoru na sovjetski model, i kolektivizacija.
Ipak, Tito nije prihvatio miješanje Staljina u unutarnja pitanja Jugoslavije, te je 1948. nastupilo zahlađenje odnosa sa Sovjetskim Savezom (vidi Rezolucija Informbiroa), koje je potrajalo do Staljinove smrti. Staljinovi su simpatizeri u Jugoslaviji slani u logore (usp. Goli otok). 

Unatoč blokadi s istoka i vrlo izglednoj vojnoj invaziji od strane zemalja sovjetskog bloka, ustrajalo se u svojim pravima na Trst i Istru. Neuspjeli diplomatski pokušaji rješenja tog pitanja, kojim su zapadne zemlje nastojale dodijeliti to sporno područje Italiji, nisu ostavile tadašnje savezne vlasti u malodušju, niti su ih obeshrabrile u borbi za ta područja. Proglašena je opća mobilizacija, i vojska je poslana na zapadne međe, unatoč mogućoj invaziji s istoka (više vidi u članku Tršćanska kriza). 

Sukob je izbjegnut dogovorom kojim je uspostavljen, kao privremeno rješenje, Slobodni Teritorij Trsta (vidi i Zona A i Zona B).
Jugoslavija je jedan od osnivača Organizacije Ujedinjenih Naroda. Godine 1961., Jugoslavija je bila prvi domaćin Pokreta nesvrstanih. Tvorci ovog pokreta bili su Tito, Nehru i Naser.
Novi je ustav donijet 1963. godine; država mijenja ime u Socijalistička Federativna Republika Jugoslavija.

### Ključna gospodarska i politička pitanja
Radničko samoupravljanje u gospodarskom sustavu uvedeno je 1950. (Zakon o radničkom samoupravljanju, t.j. Zakon o upravljanju privrednim poduzećima i višim privrednim udruženjima ). Prvi radnički savjet je bio uspostavljen u 29. prosinca 1949. (v. plaketu) u tvornici cementa Prvoborac u Solinu.

## II. svj. rat i poraće
Tijekom II. svjetskog rata KP Jugoslavije (KPJ; zabranjena od 1921), pod vodstvom Josipa Broza-Tita, uspješno je organizirala partizanski oružani otpor okupatorima i njihovim saveznicima, snagama NDH i ostatcima kraljevske vojske (četnici). Od kraja 1942. partizanski je pokret stvarao političko-predstavnička tijela (AVNOJ i dr.), kao osnovicu za federalno uređenje poratne Jugoslavije. U borbi za diplomatsko priznanje, Tito je pristao (1944.) na sudjelovanje dijela građanskih stranaka u prijelaznoj vlasti i izborima, no njihov veći utjecaj bio je blokiran. Privremena vlada Demokratske Federativne Jugoslavije, pod Titovim predsjedništvom, osnovana je u ožujku 1945. i priznata od Velike Britanije, SAD-a i SSSR-a. Nakon prvih poratnih izbora (11. studenog 1945.), KPJ zadržala je vlast i uspostavila jednopartijski režim. Federativna Narodna Republika Jugoslavija (FNRJ) proglašena je 29. studenog 1945. (svrgnuta dinastija Karađorđevića bila je lišena svih prava). Tito je bio imenovan za premijera, a 14. siječnja 1953. postao je predsjednik republike. Ustav FNRJ donesen je 30. siječnja 1946., a do početka 1947. doneseni su i ustavi republika (Crne Gore, Bosne i Hercegovine, Makedonije, Slovenije, Srbije i Hrvatske). Uspostavljanje republika provedeno je uz znatne izmjene teritorija južnoslavenskih zemalja ujedinjenih 1918. Hrvatska je sjedinila područje nekadašnje Hrvatske i Slavonije, Dalmaciju, područje Rijeke i veći dio Istre, dobila je Međimurje i Baranju, a ustupila istočni Srijem (Srbiji) te Boku i južno primorje (Crnoj Gori, koja je Srbiji ustupila Metohiju). Od nekadašnje južne Srbije stvorena je Makedonija, a Vojvodina je ušla u sastav Srbije. Sloveniji je pripojeno Prekomurje, a nakon razgraničenja s Italijom (1947., 1954.) i dio teritorija ustupljenoga Rapallskim ugovorom (veći dio Istre sjedinjen je Hrvatskoj). Uglavnom nepromijenjene ostale su granice Bosne i Hercegovine, koja je Crnoj Gori ustupila područje Sutorine. U Srbiji su 1945. formirane Autonomna Pokrajina Vojvodina i Autonomna Kosovsko-Metohijska Oblast (od 1963. Autonomna Pokrajina Kosovo). Od kraja 1950-ih, nakon dovršena razgraničenja prema susjednim državama, FNRJ je obuhvaćala oko 255 800 km²: Srbija 34,5% (88 361 km²), Hrvatska 22,1% (56 542 km²), BiH 20% (51 129 km²), Makedonija 10,1% (25 713 km²), Slovenija 7,9% (20 251 km²) i Crna Gora 5,4% (13 812 km²). Oko 8,4% teritorija FNRJ obuhvaćala je Vojvodina (21 506 km²), a 4,3% Kosovo i Metohija (10 887 km²); Vojvodina je obuhvaćala 24,3% srbijanskoga teritorija, a Kosovo i Metohija 12,3%. Prema udjelu u ukupnom stanovništvu (16,93 milijuna stanovnika 1953.) najviše je bilo Srba (41,6%), Hrvata (23,4%) i Slovenaca (8,8%), a zatim neopredijeljenih Jugoslavena (5,9%), Makedonaca (5,3%), Šiptara, tj. Albanaca (4,5%), Madžara (3%), Crnogoraca (2,8%), Turaka (1,5%) i dr. Većina neopredijeljenih Jugoslavena bili su Muslimani, kojima je pod tim imenom nacionalna zasebnost priznata tijekom 1960-ih. Nacionalna se struktura stanovništva u idućim godinama promijenila: 1981. u ukupnom stanovništvu SFRJ (22,4 mil.) Srba je bilo 36,3%, Hrvata 19,8%, Muslimana 8,9%, Slovenaca 7,8%, Albanaca 7,7%, Makedonaca 6%, Crnogoraca 2,6%, Madžara 1,9% i dr.

## Međunarodni odnosi
U međunarodnim odnosima Jugoslavija se priklanjala komunističkim državama. Ugovor o prijateljstvu i uzajamnoj pomoći sa SSSR-om bio je potpisan 11. travnja 1945. Odnosi sa SAD-om i Velikom Britanijom bili su pogoršani zbog ulaska Jugoslavenske armije u Julijsku krajinu i u Korušku (povukla se u lipnju 1945.), kojih je dijelove Jugoslavija zahtijevala pozivajući se na njihov etnički sastav (pri određivanju austrijskih granica 1949. ti zahtjevi nisu bili prihvaćeni). Na prijepornom teritoriju sjeverozapadne Istre i Trsta, savezničke sile pobjednice dogovorile su 2. srpnja 1946. stvaranje Slobodnoga Teritorija Trsta (STT). Mirovni ugovor s Italijom Jugoslavija je potpisala u Parizu 10. veljače 1947., a status STT-a opterećivao je međusobne odnose sve do sporazuma o njegovoj podjeli 5. listopada 1954. Time je Jugoslavija dovršila sjedinjenje većega dijela teritorija (8262 km²) koji je sporazumima u Rapallu (1920.) i Rimu (1924.) bio priznat Italiji (ostala sporna pitanja s Italijom konačno su riješena 1975. Osimskim sporazumima). U drugoj polovici 1940-ih Jugoslavija je pomagala komunističku gerilu u Grčkoj i režim u Albaniji, a s Bugarskom je pokušavala ostvariti federaciju (Bledski sporazumi). Odbijanje jugoslavenskog vodstva da se podredi SSSR-u izazvalo je 1948. politički sukob (Informbiro), a potom sovjetsku blokadu Jugoslavije. Razlaz sa SSSR-om uzrokovao je podjele unutar KPJ i političke progone (Goli otok). Tijekom sovjetske blokade 1950-ih Jugoslavija je primala pomoć iz zapadnih država, a 1953. – 54. bila je u savezu s Grčkom i Turskom. Od polovice 1950-ih odnosi sa SSSR-om postupno su poboljšavani, s povremenim krizama zbog jugoslavenskih osuda sovjetske vojne intervencije u Madžarskoj (1956.) i Čehoslovačkoj (1968.). U polovici 1950-ih Jugoslavija je bila među osnivačima pokreta nesvrstanih, koji se suprotstavljao dominaciji velesila u međunarodnim odnosima (prva konferencija 25 nesvrstanih država bila je održana 1. – 6. rujna 1961. u Beogradu). U blokovski podijeljenoj Europi jugoslavenska politika nesvrstanosti i neutralnosti bila je čimbenik sigurnosti pa je imala znatnu međunarodnu potporu.

## Unutarnji odnosi
Unutar Jugoslavije komunistička je vlast provodila revolucionarne mjere (1945. – 49.) poput konfiskacije imovine, nacionalizacije, kolektivizacije i dr. Uz suđenja ratnim zločincima organizirana su i mnogobrojna politička suđenja. Njemačka manjina uglavnom je protjerana, a državna represija bila je osobito izražena na Kosovu. Početkom studenoga 1952. KPJ bila je preustrojena u SK Jugoslavije (SKJ). U partijsko vodstvo (Izvršni komitet CK), na čelu s Titom, postavljeni su Vladimir Bakarić, Milovan Đilas, Edvard Kardelj, Aleksandar Ranković i dr. U partijskom i državnom vodstvu sučeljavala su se različita mišljenja o socijalističkom uređenju Jugoslavije. Zagovornicima samoupravljanja, državne decentralizacije i veće samostalnosti jugoslavenskih republika suprotstavljali su se pristaše državnog socijalizma zasnovanoga na strogom centralizmu i apsolutnom državno–partijskom nadzoru. S novim ustavom (7. travnja 1963.) osnaženo je društveno samoupravljanje, a FNRJ je preimenovana u Socijalističku Federativnu Republiku Jugoslaviju (SFRJ). Od 1964. federacija se nastojala reformirati radi jačanja političkih i gospodarskih ovlasti republika. Sukobi u vrhu vlasti doveli su do smjene potpredsjednika republike Aleksandra Rankovića u srpnju 1966. (Brijunski plenum), čime je oslabljena centralistička struja u državnom i partijskom vodstvu. Početkom lipnja 1968. došlo je do studentskih demonstracija sa zahtjevima za bržom demokratizacijom. U protestima na Kosovu, u studenome 1968., iznošeni su i separatistički zahtjevi. Ograničena društvena liberalizacija potkraj 1960-ih i na početku 1970-ih kratkotrajno je omogućila slobodnije političko izražavanje, pa se u Hrvatskoj razvio nacionalno–demokratski pokret (Hrvatsko proljeće). Nakon Titove kritike o porastu nacionalizma i slabljenju Jugoslavije, smijenjena su politička vodstva Hrvatske (u prosincu 1971.) i Srbije (u listopadu 1972.), čime je zaustavljen proces demokratizacije. No, suverenitet republika osnažen je donošenjem novog ustava SFRJ 1974., koji je imao i konfederalne sadržaje.

## Zahtjevi za promjenama u sustavu

### Albanski zahtjevi
Albanci na Kosovu su zahtijevali svoju republiku. Međutim, budući po ustavu SFRJ građani albanske nacionalnosti nisu bili konstitutivni narod u SFRJ, taj zahtjev nije mogao biti ispunjen.
Albanski nemiri u socijalističkoj Jugoslaviji su bili u dva navrata: zimi 1968. u Tetovu ("demonstracije albanskih nacionalista") i 1981., diljem Kosova, s Prištinom kao jezgrom. Treći, nešto manji, ali inozemno medijski dosta pokriveni val nemira, je izbio nakon Miloševićeva dolaska na vlast; tada je savezna vlada poslala posebne milicijske snage na Kosovo, a uvedene su i posebne mjere (zabrana okupljanja).

### Hrvatski zahtjevi
1971. godine je došlo do Hrvatskog proljeća - masovni pokret.

### Srpski zahtjevi
Liberalna struja političara u Srbiji.

### Promjene koje su ishođene
Donesen je novi ustav 1974. godine. Omogućeno je jačanje samostalnosti republika i pokrajina. Autonomne Pokrajine Kosovo i Vojvodina su dobile status jednak u mnogim stvarima s ostalim republikama, ali su bile i dalje pod krovom SR Srbije. Osim toga jedna od najvažnijih odluka je bila ta što je napravljen balans 6 republika i 6 naroda, od tada i Muslimana, koji su bili samostalan konstitutivan jugoslavenski (od 1993.godine pod imenom kao Muslimani-Bošnjaci, zatim kao Bošnjaci).
Jugoslavija je trajala od 1. prosinca 1918. do 29. studenog 1991., kad je Badinterova komisija odlučila da je "proces razgradnje SFRJ završen te da SFRJ više ne postoji". Tome je slijedio međunarodno-pravni interregnum, dok sredinom siječnja 1992. niz ključnih država u svijetu nije priznalo samostalnost Hrvatske i Slovenije. Od bitnog značaja bio je zaključak Badinterove komisije da republike po Ustavu SFRJ od 1974. imaju pravo na samoopredjeljenje do samootcjepljenja, te da se nije radilo o "otcjepljenju", nego o "razdruživanju": Slovenci i Hrvati udružili su se u istu državu sa Srbima 1918., a sada su iskoristili svoje pravo za razdružiti se. Zbog toga Srbija i Crna Gora (koje za svoj državni savez 1993-2003. uzimaju naziv Savezna republika Jugoslavija, samozvana Treća Jugoslavija) nisu bili međunarodno priznati kao nasljednik Druge Jugoslavije, nego su morali posebno tražiti priznanje i primanje u UN.

## Kriza i raspad
Nakon Titove smrti (1980.), funkcije predsjednika republike preuzelo je kolektivno Predsjedništvo (sastavljeno od po jednog predstavnika republika i pokrajina). Tijekom 1980. – 81. izbijali su radnički štrajkovi širom države, a na Kosovu i albanske demonstracije radi odcjepljenja od Srbije. U drugoj polovici 1980-ih obnovljena su politička sučeljavanja republičkih vodstava oko pitanja državnog uređenja, političkog pluralizma, republičkih ekonomija i dr. Osnaženi su različiti nacionalni zahtjevi te unitarističko jugoslavenstvo, napose u Srbiji i u vrhu Jugoslavenske narodne armije (JNA). Godine 1989. Srbija je ukinula autonomiju Kosovu i Vojvodini (uslijedile su albanske demonstracije na Kosovu, s dvadesetak poginulih), podredila vodstvo Crne Gore, i time ostvarila znatan utjecaj u Predsjedništvu SFRJ (Antibirokratska revolucija). Tijekom 1989. – 90. u jugoslavenskim republikama stvorene su nekomunističke političke stranke. Posljednji kongres SKJ održan je u siječnju 1990. u Beogradu, a komunistička vodstva Slovenije i Hrvatske napustila su kongres zbog neslaganja s unitarističkom i velikosrpskom politikom SK Srbije (pod vodstvom Slobodana Miloševića). Tijekom 1990. u jugoslavenskim su republikama održani višestranački izbori, na kojima su uglavnom pobijedile nacionalne stranke. Reformirani komunisti ostali su na vlasti jedino u Srbiji i Crnoj Gori. Kroz Predsjedništvo SFRJ (uz potporu vrha JNA) odbacivali su slovenske i hrvatske zahtjeve za punom suverenošću republika i preustrojem SFRJ u konfederaciju. Od polovice 1990. Srbija i Crna Gora podupirale su srpsku pobunu u Hrvatskoj (Domovinski rat), što je ubrzalo raspad SFRJ. Slovenija i Hrvatska proglasile su 25. VI. 1991. neovisnost, nakon čega je JNA vojno intervenirala, ali se nakon sukoba u srpnju 1991. povukla iz Slovenije, a nakon agresije i iz Hrvatske početkom 1992. U rujnu 1991. referendumom se za neovisnost očitovala i Makedonija, a u listopadu 1991. BiH je nakon referenduma donijela memorandum o suverenitetu. Radi rješavanja jugoslavenske krize, Europska zajednica (EZ) pokrenula je u rujnu 1991. mirovnu konferenciju. Njezina arbitražna komisija zaključila je 7. prosinca 1991. da je SFRJ u procesu dezintegracije. Članice EZ-a su 16. prosinca 1991. odlučile priznati neovisnost jugoslavenskim republikama (pod uvjetom da one ispunjavaju određena demokratska načela), pa je 15. siječnja 1992. priznata neovisnost Hrvatskoj i Sloveniji, a 7. travnja 1992. Bosni i Hercegovini (22. svibnja 1992. primljene su u UN).

## Nezaustavljiv rast krize nakon Titove smrti
Vidi još: Kronologija raspada SFRJ
Ubrzo poslije Titove smrti izbija prva politička kriza na Kosovu (1981.). Nemiri kosovskih Albanaca uzdrmali su jugoslavensko društvo.
Zatim nastupa teška ekonomska kriza (vlada Milke Planinc 1982.), koju se tijekom sljedećih godina sve više produbljuje; savezna vlada, partija i cjelokupni sustav pokazuju bespomoćnost da krizu prevaziđu. Takozvani Dugoročni program ekonomske stabilizacije, niz debelih knjiga s bespredmetnim nizovima brojki i šupljih ideoloških fraza, ne dovodi do nikakvog poboljšanja.
Vanjski je dug sa šest milijardi i 584 milijuna dolara iz 1975. godine narastao na dvadeset milijardi i 501 milijuna dolara krajem 1983. godine. Krajem 1984. godine broj nezaposlenih prešao je jedan milijun. Prosječni dohodak iz 1985. godine inflacija je vratila na razinu koju je SFRJ imala 1967. godine. Od 1981. godine kada je kriza javno priznata svake je godine rastao i broj obustava rada, kako je službeno nazivan štrajk. U 1982. godini bilo ih je 174, u 1986. 851, a u samo prva tri mjeseca 1987 bilo je zabilježeno 392 štrajka, što je u odnosu na prethodnu godinu bilo povećanje od 87,7 %.
S uzdrmanim društvom pod nemirima kosovskih Albanaca, napadom na Titovo političko nasljeđe, dnevnopolitičko se preispitivanje proširilo na društvene znanosti i noviju povijest, Drugi svjetski rat i zločine ustaša nad Srbima u NDH. Problem žrtava je i prije u Jugoslaviji bio zlorabljen radi postizanja različitih ciljeva. Jedan od prinosa Srpske pravoslavne crkve na prijelazu osamdesetih u devedesete bio je ritualno iskapanje kostiju pobijenih i njihovo sahranjivanje. Mlake reakcije na napade na SKJ i politički sustav u Srbiji priskrbile su toj republici status koja je uz određene sankcije bila slobodnija za drugačija mišljenja.
Za potrebe srpske politike pojam masovnih ustaških zločina zamijenio se "jačim" i zvučnim pojmom genocid i pitanjem odgovornosti počinilaca genocida. Osim dokazivanja genocidnosti Hrvata u srpskim je znanstvenim krugovima počela rehabilitacija četničkog pokreta. Bijela knjiga Stipe Šuvara iz 1984. godine primjer je što je SKJ u Hrvatskoj očekivao od znanosti i kulture.
Hraneći se srpskim opsesijama oko Kosova, raste srpski nacionalistički i šovinistički pokret. On javno nastupa od 1986., kada je objavljen Memorandum Srpske akademije nauka i umetnosti, a osvaja vlast u Srbiji kada mu Slobodan Milošević izražava potporu i 1987. obračunava s oporbom u Savezu komunista Srbije (Ivan Stambolić). Organizirajući tzv. događanje naroda, tj. inscenirane masovne spontane prosvjede protiv političkih rukovodstava, Milošević uspijeva dovesti svoje poslušnike na vlast u Vojvodini, na Kosovu i u Crnoj Gori, tj. u polovini federalnih jedinica. To će dovesti do blokade odlučivanja u Predsjedništvo SFRJ.
Ova masovna događanja "organizirane spontanosti", gdje narod na masovnim skupovima daje podršku karizmatskom vođi i jedinoj legalnoj stranci, u Srbiji su potpuno gurnula u drugi plan zahtjeve za stvarnom demokratizacijom (liberalizacijom) političkog sustava u smjeru pluralizma, koji su se glasnije počeli postavljati početkom 1980-ih. U Sloveniji, koja je bila ekonomski najnaprednija i politički najzrelija, postupna demokratizacija i pluralizacija događala se sredinom 1980-ih unutar postojećih institucija (Posebnu ulogu imao je Savez socijalističke omladine Slovenije, iz kojeg je nastala liberalno-demokratska stranka). U Hrvatskoj, koja kasni, situacija se naglo mijenja početkom 1989., pojavom novih inicijativa i organizacija (UJDI, HSLS, HDZ i dr.).
Suočen s ovim "antisocijalističkim" i "nacionalističkim" pokretima, vrh JNA povezuje se sa srpskim rukovodstvom, koje velikosrpsku poziciju maskira pozivom na jugoslavensko jedinstvo. Pokušaji da se po obrascu "događanja naroda" slome rukovodstva Slovenije, Hrvatske i Bosne i Hercegovine doživjeli su neuspjeh.
Krajem 1989. savezna vlada Ante Markovića uspijeva znatno poboljšati ekonomsku situaciju (unutarnja konvertibilnost jugoslavenskog dinara, znatno usporavanje inflacije), ali politički raskol će taj uspjeh učiniti uzaludnim. Do kraja 1990. savezna vlada je izgubila realnu moć.
Prvi demokratski i slobodni izbori provedeni su u travnju 1990. u Sloveniji i Hrvatskoj. Ti su izbori bili održani u redovnom roku, jer u postojećem političkom sustavu izbori su održavani svake četiri godine, uz striktnu kontrolu preko SSRN. Nekoliko zakonskih promjena krajem 1989. i početkom 1990. omogućile legaliziranje političkih stranaka i drugih slobodnih društava (udruga), slobodno kandidiranje (uz prikupljanje određenog broja potpisa) i ravnopravnu predizbornu kampanju. U obje republike pobjeđuju antikomunističke snage: koalicija Demos u Sloveniji i HDZ u Hrvatskoj.

## Raspad i rat
Srpska manjina u Hrvatskoj započinje 17. kolovoza 1990. oružanu pobunu (usred turističke sezone), uz podršku Srbije i JNA. JNA se grubo umiješala u hrvatske unutarnje stvari: načelnik gl. stožera JNA gen. Blagoje Adžić istog je dana zaprijetio vojnom intervencijom ako "u RH padne i jedna glava". Slobodan Milošević je 19. kolovoza pismom optužio hrvatske vlasti da "Srbima ukida pravo na slobodno izražavanje mišljenja". 20. kolovoza, savezna Vlada i vojni vrh SFRJ ultimativno su zahtijevali od hrvatske Vlade da ne sprječava srpsku pobunu te se otvoreno prijetili Hrvatskoj da će vojno intervenitrati.
Sukobi eskaliraju postupno; u nezaustavljivom rastu krize, koja od napetosti i povremenih incidenata prerasta u globalni rat, ključnu ulogu ima ponašanje vodstva JNA, koje u potpunosti staje na srpsku stranu. Tako ona dobiva ogromnu vojnu premoć, a Muslimani u Bosni i Hercegovini i Makedonci bivaju gurnuti u situaciju da se, kao i Albanci, Slovenci i Hrvati, moraju odupirati razularenom srpskom nacionalizmu.
Politički pregovori vode se unutar Predsjedništva SFRJ, koje je međutim blokirano u odlučivanju, jer glasuje se uvijek 4:4. Ključnu ulogu ima predstavnik Bosne i Hercegovine Bogić Bogićević, kojeg se Slobodan Milošević trudio kao Srbina pridobiti na svoju stranu, što bi omogućilo da se izglasuje uvođenje izvanrednog stanja i legalizira vojni udar protiv demokratski izabranih vlasti Slovenije i Hrvatske; međutim, ostao je lojalan većini u republičkom vodstvu. Nakon toga, održavaju se nizovi sastanaka republičkih čelnika. Ništa ne dovodi do uspjeha, jer Srbija i JNA nastupaju s pozicija sile i odbacuju svaki kompromis.
Krajem lipnja 1991., Slovenija i Hrvatska istovremeno donose odluku o razdruživanju iz SFRJ. Slovenija šalje jedinice svoje Teritorijalne obrane i specijalne policije da zauzmu granične prelaze SFRJ prema Austriji, Mađarskoj i Italiji. JNA šalje posve nepripripremljene pješadijske i tenkovske jedinice da to spriječe, očekujući da će demonstracija sile biti dovoljna i da neće biti nikakvog otpora. Slabe, ali odlučne i dobro pripremljene slovenske snage međutim onemogućavaju tu akciju. Slobodan Milošević uskraćuje JNA potporu za organiziranje prave vojne akcije, žrtvujući Sloveniju da bi lakše obračunao s Hrvatskom. Tako je JNA prisiljena osramoćena se povući.
Pod međunarodnim pritiskom, Hrvatska i Slovenija pristaju odgoditi stupanje na snagu odluka o osamostaljenju za rok od tri mjeseca. Jasno je da će Sloveniji biti dozvoljeno da ode, međutim sukob u Hrvatskoj tijekom tih mjeseci eskalira do otvorenog rata (vidi: Domovinski rat).
Dana 8. listopada 1991. Slovenija i Hrvatska proglašavaju da je odluka o osamostaljenju stupila na snagu. Vodi se zapletena politička borba na međunarodnom planu o priznavanju tog čina. To je krizna situacija, kada o ishodu odlučuje kombinacija pozivanja na pravna načela, političke volje velikih sila i rezultata ratnih sukoba.
Srpsko vodstvo tvrdilo je isprva da pravo na samoopredjeljenje više ne vrijedi nakon što je jednom bilo "konzumirano" odlukom o udruživanju još 1918. (nešto slično neraskidivosti crkvenoga braka), a zatim da pravo na samoopredjeljenje ne vrijedi za republike u postojećim granicama, nego za narode, pa tako i Srbi u Hrvatskoj i Bosni i Hercegovini imaju pravo odcijepiti se i formirati svoje države na području gdje su većina, odnosno na području koje uz pomoć Srbije i JNA uspiju zaposjesti. Tako su bile proglašene tzv. Republika Srpska Krajina na području Hrvatske (1991. – 1995.) i Republika Srpska na području Bosne i Hercegovine. Međunarodna zajednica to nije prihvatila. Republika Srpska Krajina prestala je postojati uspješnim akcijama hrvatske vojske Bljesak i Oluja 1995., a u Bosni i Hercegovini stvoren je pravno dubiozan provizorij s polupriznatom Republikom Srpskom koja je tzv. "entitet" unutar federativne BiH.
Analizirajući Ustav SFRJ iz 1974., međunarodna komisija pravnika (Badinterova komisija) zaključila je u studenom 1991. da Slovenija i Hrvatska (kao i druge republike, ali ne i pokrajine) imaju pravo istupanja iz državne zajednice, uz striktnu obavezu da međusobno poštuju postojeće granice, koje od unutarnjih postaju međunarodne. Tako su pravnici zaključili da se u Hrvatskoj (a to je već u to doba započelo i u BiH) odigrava agresija, a ne građanski rat.
Pritom je od velikog značaja bilo i to da se nije radilo o otcjepljenju, nego o razdruživanju: Slovenci i Hrvati, koji su se 1918. udružili sa Srbima u državnu zajednicu, i to ponovili 1945., sada su iskoristili svoje pravo na suverenost unutar teritorijalnih granica svojih nacionalnih država.

## Vanjske poveznice
- U drugoj ili socijalističkoj Jugoslaviji (1945.-1990.)  Arhivirana inačica izvorne stranice od 4. rujna 2019. (Wayback Machine) u Dragutin Pavličević, Kratka politička i kulturna povijest Hrvatske, Hrvatski informativni centar, Zagreb, 1998.